# Кіностудія імені Максима Горького
Кіностудія імені Максима Горького — радянська і російська кінокомпанія, знаходиться у Москві (Росія).

## Історія
- 1915 — кіноательє «Русь» (створено костромським купцем-старовіром Михайлом Трофімовим, регулярне кіновиробництво почалося в 1916 році)
- 1924 — «Міжрабпом-Русь» (кінематографічний орган організації Міжнародна робоча допомога — «Міжрабпом»)
- 1928 — «Міжрабпомфільм»
- 1936 — «Союздітфільм»
- 1948 — Московська кіностудія ім. Горького
- 1963 — Центральна кіностудія дитячих та юнацьких фільмів ім. М. Горького
- 2008 — Кіностудія виставлена на продаж.

За роки існування кіностудії було створено більше тисячі фільмів. У різний час на студії працювали такі прославлені режисери, як Ісідор Анненський, Річард Вікторов, Сергій Герасимов, Марк Донськой, Лев Кулешов, Леонід Луков, Яків Протазанов, Марлен Хуцієв, Василь Шукшин, Сергій Юткевич, Станіслав Ростоцький та ін

## Інші напрями діяльності
- Телевізійне кіно
- Дублювання фільмів

## Фільми-рекордсмени
- «Анна на шиї» Ісидора Анненського (1954) — 31,9 млн глядачів.
- «Тихий Дон» Сергія Герасимова (1957) — 47 млн глядачів;
- «Доживемо до понеділка» (1968) Станіслава Ростоцького
- «Офіцери» Володимира Рогового (1971) — 53,4 млн глядачів;
- «А зорі тут тихі» Станіслава Ростоцького (1973) — 66 млн глядачів.
- «Пірати XX століття» Бориса Дурова (1979) — 98 млн глядачів. Найкасовіший (по відвідуваності) за всю історію радянського і російського кінопрокату фільм.
- «Гостя з майбутнього» (1984) Павла Арсенова. Фільм став одним з найпопулярніших дитячих фільмів 1980-х років у Радянському Союзі.